# Liste der Grade-I-Bauwerke in Leicestershire
| Lage von Leicestershire in England |
| Gliederung von Leicestershire |
| 1. Charnwood 2. Melton 3. Harborough 4. Oadby and Wigston 5. Blaby 6. Hinckley and Bosworth 7. North West Leicestershire 8. Leicester (Unitary Authority) |

Diese Liste der Grade-I-Bauwerke in Leicestershire nennt die Grade-I-Listed Buildings in Leicestershire nach Bezirken geordnet.
Von den rund 373.000 Listed Buildings in England sind rund 9000, also etwa 2,4 %, als Grade I eingestuft. Davon befinden sich etwa 93 in Lancashire.

## Blaby
1. Church of All Saints, Blaby, Blaby, LE8
2. Church of St Peter, Whetstone, Blaby, LE8
3. Kirby Muxloe Castle, Kirby Muxloe, Blaby, LE9

## Charnwood
1. Church of All Saints, Charnwood, LE11
2. Church of Saints Peter and Paul, Syston, Charnwood, LE7
3. Church of St Bartholomew and Farnham Chapel, Quorndon, Charnwood, LE12
4. Church of St Botolph, Shepshed, Charnwood, LE12
5. Church of St Mary, Barkby, Charnwood, LE7
6. Church of St Mary, Queniborough, Charnwood, LE7
7. Church of St Mary, Wymeswold, Charnwood, LE12
8. Garendon Park, the Triumphal Arch, Charnwood, LE11
9. Prestwold Hall, Prestwold, Charnwood, LE12
10. Rothley Court Hotel and the Chapel, Rothley, Charnwood, LE7
11. The Mountsorrel Cross C250 Metres South East of Church, Swithland, Charnwood, LE12
12. Ulverscroft Priory Ruins and Priory Farmhouse and Outbuildings, Ulverscroft, Charnwood, LE67

## Harborough
1. Church of All Saints, Lubenham, Harborough, LE16
2. Church of All Saints, Peatling Magna, Harborough, LE8
3. Church of All Saints, Scraptoft, Harborough, LE7
4. Church of All Saints, Theddingworth, Harborough, LE17
5. Church of St Andrew, Owston and Newbold, Harborough, LE15
6. Church of St Dionysius, Harborough, LE16
7. Church of St John the Baptist, King’s Norton, Harborough, LE7
8. Church of St Mary, Lutterworth, Harborough, LE17
9. Church of St Mary, Nevill Holt, Harborough, LE16
10. Church of St Michael and All Angels, Hallaton, Harborough, LE16
11. Church of St Peter, Claybrooke Parva, Harborough, LE17
12. Church of St Peter, Stockerston, Harborough, LE15
13. Church of St Peter, Tilton on the Hill and Halstead, Harborough, LE7
14. Church of St Peter and St Paul, Great Bowden, Harborough, LE16
15. Fortrey Tomb at Churchyard of St John the Baptist, King’s Norton, Harborough, LE7
16. Nevill Holt Hall Preparatory School, Nevill Holt, Harborough, LE16
17. Noseley Chapel, Noseley, Harborough, LE7
18. Old Grammar School, Harborough, LE16
19. Old House and Garden Walls, Kibworth Harcourt, Harborough, LE8
20. Quenby Hall, Hungarton, Harborough, LE7
21. Stanford Hall, Westrill and Starmore, Harborough, LE17
22. Withcote Chapel, Withcote, Harborough, LE15

## Hinckley and Bosworth
1. Church of St Edith, Twycross, Hinckley and Bosworth, CV9
2. Church of St James, Twycross, Hinckley and Bosworth, CV9
3. Church of St Margaret, Stoke Golding, Hinckley and Bosworth, CV13
4. Church of St Mary, Barwell, Hinckley and Bosworth, LE9
5. Church of St Mary Magdalene, Peckleton, Hinckley and Bosworth, LE9
6. Church of St Peter, Bagworth & Thornton, Hinckley and Bosworth, LE67
7. Church of St Peter, Witherley, Hinckley and Bosworth, CV9
8. Newbold Verdon Hall, Newbold Verdon, Hinckley and Bosworth, LE9

## Leicester(Unitary Authority)
1. Abbey Ruins, Leicester, LE4
2. Abbot Penny’s Wall, Leicester, LE4
3. Church of St Margaret, Leicester, LE1
4. Church of St Mary De Castro, Leicester, LE2
5. Church of St Nicholas, Leicester, LE1
6. Former Church of All Saints, Leicester, LE1
7. Former County Court and remains of castle, Leicester, LE1
8. Guildhall, Leicester, LE1
9. Jewry Wall, Leicester, LE1
10. Magazine Gateway, Leicester, LE1
11. Remains of Cavendish House, Leicester, LE4
12. The Arch of Remembrance, Leicester, LE1
13. The City Rooms and basement area railings, Leicester, LE1
14. Turret Gateway, Leicester, LE2

## Melton
1. Belvoir Castle, Belvoir, Melton, NG32
2. Church of All Saints, Asfordby, Melton, LE14
3. Church of All Saints, Hoby with Rotherby, Melton, LE14
4. Church of All Saints, Somerby, Melton, LE14
5. Church of All Saints, Somerby, Melton, LE14
6. Church of St Andrew, Garthorpe, Melton, LE14
7. Church of St Andrew, Twyford and Thorpe, Melton, LE14
8. Church of St Denis, Eaton, Melton, NG32
9. Church of St Denys, Eaton, Melton, LE14
10. Church of St John the Baptist, Buckminster, Melton, NG33
11. Church of St John the Baptist, Knossington and Cold Overton, Melton, LE15
12. Church of St Luke, Gaddesby, Melton, LE7
13. Church of St Mary, Bottesford, Melton, NG13
14. Church of St Mary, Freeby, Melton, LE14
15. Church of St Mary, Gaddesby, Melton, LE14
16. Church of St Mary, Garthorpe, Melton, LE14
17. Church of St Mary Magdalen, Freeby, Melton, LE14
18. Church of St Mary Magdalene, Waltham on the Wolds and Thorpe Arnold, Melton, LE14
19. Church of St Michael, Wymondham, Melton, LE14
20. Church of St James, Burton and Dalby, Melton, LE14
21. Church of St Peter, Wymondham, Melton, LE14
22. Church of St Peter, Kirby Bellars, Melton, LE14
23. Church of St Thomas of Canterbury, Frisby on the Wreake, Melton, LE14
24. Cold Overton Hall and Adjoining Garden Walls, Knossington and Cold Overton, Melton, LE15
25. Parish Church of St Mary, Melton, LE13
26. Stapleford Hall with Adjoining Service Wings and Orangery, Freeby, Melton, LE14

## North West Leicestershire
1. Castle Ruins (Including 2 Isolated Towers at South East and South West Angles of Outer Wall), Ashby-de-la-Zouch, North West Leicestershire, LE65
2. Chapel of the Holy Trinity, Staunton Harold, North West Leicestershire, LE65
3. Church of St Mary and St Hardulph, Breedon on the Hill, North West Leicestershire, DE73
4. Church of St Nicholas, Lockington-Hemington, North West Leicestershire, DE74
5. Parish Church of St Helen, Ashby-de-la-Zouch, North West Leicestershire, LE65
6. Staunton Harold Hall, Staunton Harold, North West Leicestershire, LE65
7. The Sir John Moore Church of England School, Appleby Magna, North West Leicestershire, DE12

## Oadby and Wigston
1. Church of All Saints, Oadby and Wigston, LE18